# Ali Idir
Pour les articles homonymes, voir Idir (homonymie).
Ali Idir, né le 22 décembre 1966 dans le quartier de Bab El-Oued à Alger,, est un judoka algérien d'origine kabyle.

## Biographie
Il naît dans une famille originaire d'Ait Laziz, près d'Aïn El Hammam, en Grande Kabylie. Il débute le judo à l'âge de 14 ans et intègre l'équipe nationale en 1985,. 
Ce judoka de haut niveau de 1,66 m est deux fois champion d'Afrique, en 1989 à Abidjan et 1990 à Alger. Il est également  au moins 4 fois champion d'Algérie, vice-champion arabe 1990 et champion maghrébin des clubs par équipes,. Il compte à son actif deux participations aux Jeux olympiques : à Séoul en 1988 et à Barcelone en 1992. Il est sociétaire de la Jeunesse sportive de Kabylie après avoir appartenu au MC Alger. Il réside actuellement en Grande-Bretagne. Depuis juillet 2005, il réside en Algérie, et s'est réinstallé à Tizi Ouzou en reprenant en gestion un club local de judo.